# コンバットアーマー
コンバットアーマー (combat armor) は、ロボットアニメ『太陽の牙ダグラム』に登場する架空のロボット兵器の呼称。一般的な略語はCBアーマーだが、近年は更に縮めてCAと略されることも少なくない。企画時の名称は「アイアンコンバット」で、物語の中でも当初はこの呼称で開発が進められたとされており、劇中でも手違いでこの呼称も使われている。

## 概要
その呼称から連想されるとおり、陸戦兵器である。形態は戦車を歩行化したような多脚型と、人型の二脚型に分かれる。ミリタリーテイストに富んだデザインが特徴であり、実在する兵器の意匠や、近代歩兵のフル装備状態をモデルとしてデザインされている。特に二脚型は、頭部が人型ロボットにあるべき「顔」の代わりに、ヘリコプターのような視界の広いキャノピー状（主人公機のダグラムは攻撃ヘリコプターのそれのような角形）になっており、従来の巨大ロボットのヒーロー性を切り捨て、兵器としてのストイックさをデザインとして表現している。同様に、『機動戦士ガンダム』の「ザク」にある「動力パイプ」に替わる新たなアクセントとして、「フック」（手すり）を意識的に配したことが大河原邦男により語られている。
機動力は脚部を使った歩行や走行、跳躍等が主で、ロケット・バーニア類や、ローラーダッシュのような車輪機動は装備されていない。
CBアーマーの多くは武装として、「リニアガン」「リニアカノン」といった架空兵器を標準装備している。これらは電磁誘導を利用した砲熕兵器であるが実在の次世代兵器「レールガン」とは異なり、射出される弾体は実体弾ではなく熱の塊が飛んでいく「熱波弾」であるとされている。このため、実在の戦車に見られるような避弾経始などはほとんど通用せず、「スペースドアーマー」や「チョバムアーマー」による耐弾直接防御が主体となっている。H-102やH8の一部のように電力を使わない「マグランチャー」と称する実体弾式の大型携帯火器を使用する機体もある。その他ミサイルポッドや機関砲（チェーンガン）など対空・対人用の固定武装を備えている。他のロボットアニメに見られるようなサーベル等の格闘用の武器は持たず、ソルティックH-102ブッシュマンが殴打用のメリケンサック状のアーマーを拳に装備している程度で、これも劇中では未使用に終わった。
アニメに登場するロボット兵器の設定で、最初から「アビテート」「ソルティック」といった複数の「兵器メーカー」の概念が明確に導入されたのはこのCBアーマーからである。この後にガンダムシリーズでも同様に、アナハイム・エレクトロニクス社などの設定が生まれている。また、機体メーカーのみならず部品メーカーの設定もあり、CBアーマーのジェネレーターのメーカーにはロールス・ロイスやシンメーワ、脱出シートにはマーチンベイカーなど、実在企業の名前が見られる。
地球連邦を構成する8州と実在の地域、各コンバットアーマー開発メーカーの所在地は以下のように対応している（架空の惑星であるデロイア星を含む）。
| 作品世界の州 | 実在世界の地域                       |
| ------------ | ------------------------------------ |
| メドール州   | ヨーロッパ地区（ソルティック社所在） |
| マルドー州   | 南アメリカ地区（アビテート社所在）   |
| テシオ州     | アジア地区                           |
| マラン州     | オセアニア地区                       |
| コホード州   | 旧ソ連地区（サバロフ社所在）         |
| ミンガス州   | 北米地区（アイアンフット社所在）     |
| ローディア州 | アフリカ地区                         |
| デロイア州   | デロイア星                           |

なお、アイアンフット社はミンガス州にある企業であるが、マルドー州アビテート社の系列会社でもある。

## 設定
コンバットアーマーは従来の戦車を四足あるいは六足歩行化した第一世代、機体構造が外装着脱可能なセミモノコックとなり二足歩行で汎用性のある第二世代、対CBアーマー戦闘を考慮し、開発当初からのXネブラ対応の標準化や、局地戦に特化した型もある第三世代 に分類される。全高は二足歩行タイプで10メートル前後、小型の三階建てビルほどのサイズである。
動力源については詳細な設定が無いが、劇中では機種・機体を問わず共通で、ジェリカン等で補充する液体の「燃料」を用いる内燃機関として描かれている。コンバットアーマーはこの「燃料」に加え「安定剤」「冷却液」を用いてジェネレータを稼働させ、連邦軍在来機の場合はアクチュエータを、アビテート社とアイアンフット社のXネブラ対応型機はマッスルシリンダーを介して機体各部の関節を動かす。ゲリラの使用する主人公機ダグラムは、アクチュエータとマッスルシリンダー双方の複合駆動を採用しており、「燃料」は腰部側面ボックス内のカートリッジを差し替えることで、設備の乏しい環境でも簡便に補充できるようになっている。
歩行速度はほとんどの機種が30から40km/h台、最も速いダグラムでも55km/h。また、歩行ではあまり長距離を継続移動することもできない。劇中「行軍」した最長距離は150キロメートルであった。このためコンバットアーマーは自身では戦略機動性をほとんど持たず、長距離移動は横倒しにトレーラートラックに載せて輸送、戦域への展開はヘリによって懸架空輸され然るべき地点で地表に降下するヘリボーン作戦が基本となる。コンバットアーマーは重量が20から30トンと、実在する主力戦車の半分程度の軽量のため、長距離の移動は、専用のトレーラーやヘリで運搬可能である。ただし各部がブロック化されている関係上、部品として分解し運搬する事も可能で、その為の梱包形体も設定されていたり、ダグラムに至っては作中実際にブロック分解の上それを使ったボナールエネルギー施設脱出という芸当も行っている。
ヘリでの搬送は、多脚型は中型輸送機「ボーンフィッシュ」でのワイヤー懸吊で、二足歩行のものはCBアーマー輸送用の「マベリック」で頭部や肩部を覆うように格納して行うが、例外もある。ただしヘリでの空中搬送は、ヘリが撃墜されるとCBアーマーはなす術無く落下して損失する以外に道が無くなるという危険もある。
頭部操縦席には機体強奪を防ぐため、IDカードをセットし正当な操縦士であることを証明する保安装置がつながれていて、手順を踏まないと起動しない（番組初期のみ。後に描写されなくなった）。有視界戦闘を旨とするので、アイアンフットF4Xヘイスティ以外の2足歩行型コンバットアーマーは頭部にグラスキャノピーを持つ。これは防御上の弱点でありパイロットが狙われやすく、生身の歩兵からの「対アーマーライフル」で仕留められてしまう場合もあった。火器の照準はヘルメットやヘアバンドに装着する小型の投影スクリーンに表示される（装着不能な場合は計器盤のディスプレイで可能）。コクピットシートは緊急用にイジェクト機能を備えており、射出された後、パイロットはパラシュートで地表に降りる。“首”がない・兵装も左右に振れないので、左右から迫られた場合には体の向きを変えて応戦しなければならない（アビテートT10Bを除く。本機のみ、上下左右に振れる2連装機関砲塔が顔に装備されている）。
物語中、第1話から主人公らが新大陸を目指してスパ市を出航するまでは、ソルティック社の「H8ラウンドフェイサー」は台詞上でもテロップの文字でも機種名が呼ばれず、メーカー名である「ソルティック」の名で呼ばれている。同じソルティック社の「H102ブッシュマン」は初登場時指揮官のザルツェフ少佐から「ブッシュマン」と呼ばれたが、ゲリラ側からはH8と同様メーカー名「ソルティック」で呼ばれることもある。パルミナ大陸編に入るとH8は「ラウンドフェイサー」と正式な固有機種名で呼ばれるようになる。アイアンフット社の「F4Xヘイスティ」は、終始一貫「アイアンフット」「アイアンフットタイプ」「アイアンフット型」と呼ばれており、機種名の「ヘイスティ」で呼ばれることは最後までない。呼び名に「〜タイプ」「〜型」という接尾語を付けられた例はアビテート社の「ブロックヘッド」もそうであるが、こちらはちゃんと機種名で呼ばれている。
番組延長後のストーリーに登場するソルティックHT128ビッグフット、アビテートF35Cブリザードガンナーは双方まとめて「寒冷地用アーマー」と呼ばれたのみで、固有機種名はおろか機種を区別する呼び方すら全くされなかった。
『機動戦士ガンダム』や『装甲騎兵ボトムズ』のように続編が作られプラモデル展開が長く続いた作品に比べ、後付の設定が少ない。また、設定の公式・非公式を分ける基準も明言されていないが、基本的にアニメ本編で明確に語られたこと、サンライズ側からアニメ誌やムックに情報が送られ公表されたもの、スポンサーであるタカラによるプラモデルや雑誌『デュアルマガジン』で解説された連載記事「ミリタリー・ダグラム たぶん、モデラーの役に立つかもしれないCBアーマー開発史」、「ダグラムメカニズムワールド」が公式、準公式の設定とされ、後に作られたムックなどの記事でも基準となっている。特に「ミリタリー・ダグラム」は、『モビルスーツバリエーション (MSV)』のCBアーマー版として執筆者も同じストリームベースの小田雅弘が担当した。

## 第一世代

### アビテートF44A “クラブガンナー”
基本設定
最初に実用化された第一世代CBアーマー。劇中での通称は「四本脚（よんほんあし）」。前後可動の四足式。機体色はバイオレット。操縦士と砲手の2人乗り。戦車を四脚化したような構造で、操縦や運用は従来の戦車と大差がないため扱いやすく、旧式化していたにもかかわらず独立戦争前半から中盤にかけて両陣営で活躍した。車体のヘッドライトはミサイルポッドの射界を遮っているため、発射直前にフェンダー内に沈胴収納される。ただ、これはデザインの矛盾を処理するための作画上のトリックであり、フェンダーには厚みが無いため、実際には何かを収納できる容積が無い。
アビテート社における社内番号はA-C101。
劇中での描写
劇中では既にソルティック社のラウンドフェイサーをはじめとする二足歩行/第二世代CBアーマーの普及が進んでおり、本機は正規の連邦軍では第一線を退きつつある。このため登場する機体は奪われてゲリラ側の戦力になっている機体が大半で、とりわけクリンがダグラムと出会う前はもっぱらラウンドフェイサーの敵役として描かれるメカニックとなっている。ただ、連邦軍でも一部では未だ現役で使用されており、第20話「偽りのグランプリ」で第75回デロイアグランプリの警備任務についていた他、第31話「パルミナの熱い風」以降、パルミナ大陸ではラウンドフェイサーやT10Cブロックヘッドなどと混成部隊を組んでいる例が目立つ。
装甲が厚く、25mmチェーンガンでは全くダメージを負わせることができない。とりわけ正面装甲はラウンドフェイサーのミサイルではびくともせずリニアガンの直撃すら跳ね返すが、通常の装甲戦闘車両と同様に装甲の薄い底部が弱点で、劇中ここにミサイルを撃ち込まれ撃破されている。一見鈍重そうではあるが、脚を使って大きくジャンプしたり、急に屈みこむなどして敵弾を回避することもできるが、重心の高さがネックになり、横転すると自力復帰ができない。先述の通り旧式化以降も連邦軍で使用される機会は少なくないが、やはり旧型では新型のダグラムに太刀打ちできるはずもなく、劇中では脚1本破壊されただけで機体が爆発するケースもある。

### アビテートF44B “テキーラガンナー”
基本設定
ガルシア隊が使用したクラブガンナーの武装強化型。ジェネレーター出力の向上、機体側部に手摺りに囲われたデッキ（マダーズ・バルコニー）を増設。ライトを格納しなくとも射撃可能なように、デッキ下へミサイルポッドを移設している。バルコニーには片側あたり3名ずつ、最大6名の兵員が搭乗できるが、兵員用の固定武装は特に用意されていない（対アーマーライフルや重機関銃などを設置しているが、いずれも歩兵武器の転用で機体に付属する物ではない）。周囲を土嚢で囲っているが兵士の身体を固定する手段は無く、通常の移動時や対人戦や示威行動はともかく全速走行するCBアーマー戦では、ここに乗っていた兵士は相当難渋したと思われる。
他に機体底部へミサイルポッド2基を増設。砲塔部のセンサーも新型に換装している。これによって増加した重量による機動力低下は、ジェネレーター出力の向上により補っているが、それでも最大速度はクラブガンナーに比べ若干低下してしまっている。機体色はサンドブラウン。
アビテート社における社内番号はA-C103。

劇中での描写
見た目に鈍重そうな機体ではあるが、劇中ではクラブガンナー同様に大きくジャンプする描写があるなど、意外に機動性は低下していない。しかし旧型機であることに変わりはなく、ダグラム相手では次々と撃破されるばかりであるが、後方からの火力支援用としては優秀な働きを見せている。なお、本編ではバルコニーに兵士を乗せた状態での戦闘シーンはほとんどない。

### アビテートF44D “デザートガンナー”
基本設定
砂漠戦用の試作型CBアーマー。クラブガンナータイプを更に多脚化することで接地圧の低減・分散がはかられ、節足動物状の六脚式のため横移動が可能となり、不整地での高い機動性と安定性を獲得、多脚型の最終進化型と言える。さらに歩行だけでなく、ディスク状の脚部先端を回転させて砂地上を滑走することもできる。開発段階では大きく期待されたが、CBアーマーの生産そのものが第二世代に移行していたため、量産されることなく、生産数は少数にとどまる。機体色はレッドブラウン。
アビテート社における社内番号はA-C105。

劇中での描写
ガルシア隊が、フォンシュタインに強く要請して2機使用。砂漠戦に持ち込み、二脚型のため砂地で大幅に機動力の落ちたダグラムを大いに苦しめる。しかし、生産数の少なさゆえに表面化していない欠陥が潜んでいたのか、ダグラムの体当たりによりリニアカノンが故障して「撃てば暴発」という状況に追い込まれ、目の前の決定的チャンスを捨てて撤退する羽目になる。また、クラブガンナーと同様に底面の装甲が薄く、歩兵用重火器（ビッグEガン）の一撃で簡単に破壊されるという脆弱な部分もある。
小説版では六脚のうち、クラブガンナーの四脚に追加した位置にある脚の付け根に構造上の弱点があるとされ、歩兵用重火器で攻められている。

### 作中に登場しない第一世代機
アビテートF44C “ファイヤーガンナー”
基本設定
「大河原オリジナルメカシリーズ」でイラストレートされた機体。第1世代CBアーマーF44シリーズの最終発達型。主砲は冷却装置付き速射リニアカノンとなり、その他各種アビオニクスが大幅に更新されている。既存のF44Aを改造して試作機1機が作られたが、第二世代、二足歩行CBアーマーの能力には及ばず、計画は中止された。

アビテートF44-CIWS “スイーパーガンナー”
基本設定
「大河原オリジナルメカシリーズ」でイラストレートされた機体。F44Aクラブガンナーの派生機である対空型CBアーマー。主武装の連装速射リニアガンは射程1200から2000メートル、毎分600発の射撃が可能。砲塔右舷の単装リニアガンは平射用。F44Aよりも機動性で劣るが運動性と防弾性は向上した。試作機1機の製作で開発は放棄された。
アビテート社における社内番号はA-C108。

アビテートF44-ARCA “ジャンクディーラー”
基本設定
「大河原オリジナルメカシリーズ」でイラストレートされた機体。クラブガンナーの非戦闘用派生機で、破壊されたCBアーマーの回収用。砲塔の代わりに大型クレーンが装備され、コクピットは視界のよさを優先してドライバーズハッチが広くなっている。脚部付け根に装甲が追加され防弾性も向上。
アビテート社における社内番号はA-C109。

アビテート“クラブファーマー”
基本設定
『コミックボンボン』が出典。民間用に製造された農耕用の機体。デロイアの開拓期に試作されクラブガンナーの原型になったとも、クラブガンナーの発展型であるとも言われる。砲塔はなく、機体下部に耕起用のロータリースマッシャーが付いた伸縮式のアームを1本持つ。コックピットは下部前方に張り出し、グラスルーフが採用されている。パルミナ大陸で多数使用されていたが現在はほとんど使われていない。
アビテート社における社内番号はA-W089。

アビテート“アイアンハンド”
基本設定
『コミックボンボン』が出典。クラブガンナーをベースにした社内テスト用の機体で、砲塔の代わりに工業用の大型作業アームが一対装備されている。その外観は半人半馬のケンタウロスのようであり、後のブロックヘッドの開発に貢献した。
アビテート社における社内番号はA-CP102。

## 第二世代

### サバロフAG9 “ニコラエフ”
基本設定
ラウンドフェイサーより以前に開発された、第二世代最初のCBアーマー。二足歩行型だがマニピュレーターが無い。従来の「四つ足の戦車」から「二本足の攻撃ヘリ」にコンセプトが移ったような外見。腰部にあるミサイルポッド以外の火器は全て胴体固定式で、腰から上を全周旋回させて攻撃する。
サバロフ社はソルティック社の技術を産業スパイを使って盗用することで本機を開発した。二足歩行の移動砲台というコンセプトで作られたのだが、完成した機体の性能はお世辞にも良好とは言えなかった。そのため一度は採用が却下されたものの、サバロフ社のごり押しで限定的に量産されたという経緯を持つ。歩行能力も劣悪であるためホバーを併用する必要があり戦闘運動にはジャンプを多用、跳躍力こそ高いものの、そのジャンプもまた重武装によるトップヘビーでバランスを崩すことが多い。機動性こそそこそこあるものの、それとてデメリットである装甲の薄さからきたおまけ効用に等しい。
こうした諸問題を抱えていたため、納品された機体も長い間死蔵の状態だった。制式採用に当たって本機は「暴徒鎮圧及び対空用」と発表されたが、これは「使い道が見当たりそうもないため、何とかこなせそうな任務を与えた」名目上の物に過ぎない。
劇中での描写
登場は第72話のみで、人民政府軍がサマリン博士を幽閉した山荘の警備に2機を配備していた。ダグラムに対し命中弾をあたえるものの、2機とも9連装ミサイルを受けあっさり撃破される。

### ソルティックH8 “ラウンドフェイサー”
基本設定
メドール州のソルティック社が開発し、連邦軍に量産・制式採用された最初の二足歩行型CBアーマーの完成型。ラウンドフェイサー（丸顔）の名の由来は、ヘリコプターのそれを踏襲し視界を向上させるための球面型頭部キャノピーから。主人公クリンたちがパルミナ大陸に渡るまでは「ラウンドフェイサー」と呼ばれず、メーカー名である「ソルティック」と呼称された。第46話「術策と機略」でハックルにより初めてこの名で呼ばれて以降は、「ラウンドフェイサー」と呼ばれることが多くなった。
ハンドリニアガンまたはマグランチャー・ミサイルポッド・チェーンガンを装備。起動はIDカードにより行われ、前述の多彩な武装に加え、旧式機の操縦さえ知っていれば動かすことができる操縦系統など、かなり汎用性の高い兵器に仕上がっている。しかし防水性が不十分で、全身水に浸かると故障してしまう。また、SV-J212-22型以降は、緊急時の脱出に用いられる射出座席を備える（形式については後付け設定）。
胴部、手足などいくつかのパーツに分解して専用コンテナに収納可能。組み立て用の専用整備台も用意され、後方からの効率の良い輸送を考慮された設計になっている。また、前線への緊急展開用の専用輸送トレーラーや輸送ヘリ、さらには特殊作戦用のハンググライダーまで開発され、陸戦戦力の中核をなす存在となり、Xネブラ対応型ブロックヘッドなど後継機が登場し主力化した後も、戦争全般に渡って地球連邦軍の主力兵器として使用され続けた。一部の機体は、デロイア兵反乱によって解放軍に捕獲・使用され、また独立後の治安軍でも使用されるほど、大変息の長いCBアーマーでもある。機体色はグリーンとシルバー。
二脚型CBアーマーはセミモノコック構造を採用しているため、装甲も構造材の一部をなしている。このため無闇に装甲を取り除くと自重を支えきれず、またフレームと一体化している装甲は取り外せない。ジャッキー・ザルツェフ少佐は、「上半身も全て装甲を取り除けば、軽くなり自重を支えきれる」と判断。元に戻せないことを承知の上で分解で外せない箇所は溶断を用い、頭部と足底以外の殆どの装甲を撤去、迷彩柄の防水布を着用し、左腕に大型シールドを装備した軽量型に改造し、対ダグラム戦に投入している。この機体は小説版では24部隊によって運用されている。

劇中での描写
物語の序盤で「新鋭機」として登場して以降、終盤まで数多く登場している。また、パイロット候補生だったクリンが最初に搭乗し、実戦に挑んだ機体でもあり、第9話までは事実上、暫定主人公メカ扱いである。このためクリンは奪取直後からダグラムを使いこなすことが可能となっている。機体寸法はダグラムより大きいが、最初から対CBアーマー用に作られたダグラムより装甲強度も火力も劣り、走行中に片足を破壊され転倒しただけで爆発してしまうこともある。多脚型で弱点となっていた機体底部（股下）の装甲は改善されており、ビッグEガンなど歩兵用重火器では容易には破れないが、主装甲以外は弱い部分も多く、その弱点に被弾して戦闘不能になるシーンも多い。第55話「戦略台地を奪取せよ」からはデロイア人民解放軍側の機体も登場、更に独立後の治安軍でも使用されている。
軽量型は3機投入され、大きく向上した機動力と事前にシミュレーションを重ねた連係プレーでダグラムを翻弄、ゲリラ側に新型と誤認させる。しかし、チコのビッグEガンをかわし切れず「服」の一部が破れ、更にダグラムにむしり取られたため、従来機の装甲を外しただけのものであることが露見、TOWミサイルの胴体直撃には耐えたものの、指揮管制ヘリが狙われたことも重なって損害が出る前に撤退している。

#### ソルティックH8RF “ラウンドフェイサー”コーチマSpl.（スペシャル）
エリートパイロットで構成された4機編成のCBアーマー部隊「24部隊（にーよんぶたい、漫画版ではツーバイフォーとも表記）」に配備された、Xネブラ対応の高性能機。
本機は新造ではなく既製のSV-J212-38型を改修して作られた機体である。これは本機が元々、生産台数の多いラウンドフェイサーをT10C並みの性能にアップグレードさせるための近代化改造プランであったためである。実際に改造が実施されたのは10数機であり、内24部隊に支給された4機はチームカラーであるブルーとシルバーで塗装された。
ターボザックと動力ケーブルで接続されたアームリニアガンが装備され、運動性能も飛躍的に向上しているが、ターボザック自体はダグラムのものとは違い、リニアカノンなどの追加武器は無く、サイズも小さいものである。名前の由来は開発を担当したソルティック社のコーチマ技師にちなんだものだが、これら細かい設定は『デュアルマガジン』誌やプラモデルの解説のみで語られ、劇中で描写されたことは無い。資料によっては「24ソルティック」とも呼ばれている。

劇中での描写
ウルナ基地の反乱部隊討伐戦の後詰めとして初登場。24部隊は敵から見て一列に並ぶことで4機を1機に見せ、そこから分散して一斉に攻撃するなど、連携攻撃を得意とした。
ウェーブ台地攻略戦では、高い機動力と優れた連携でダグラムを圧倒、連続攻撃で右腕を損傷させ窮地に陥れる。とりわけダグラムの武装の中でも大型で挙動の遅いリニアカノンを命中させることはできず、4対1ということもあってダグラムは特定機体に狙いを絞ることもできなかったが、解放軍本隊の支援参戦で一時撤退する。しかし、スタンレー高原の戦いでは個別にCBアーマー隊の指揮を執ったため連携を取れず、ラッド機はゲリラの罠にはまった味方機の巻き添えで転倒、解放軍の戦車に即時対処するが同時に放たれた戦車砲がコクピットを直撃して相討ち、それを見て罠にはめられたと気付いたテニスンの機体は既に装甲車とヘイスティおよび歩兵用重火器に包囲されており、集中砲火を受けて撃破された。残る2機はゲリラの罠と増援によって味方が総崩れの中戦場に踏みとどまり、修理完了し戦線に復帰したダグラムに挑み、ブリンク機がダグラムの拘束に成功するも、至近距離の為バレルが躊躇した分スキが生じ右腕とターボザックを分離・脱出され、ダグラムを狙ったバレル機の射弾は隊長機に命中、それをぶつけられたバレル機は大破、それでもまだ稼働状態にあってダグラムに迫るが、機体は爆発し、部隊は全滅する。しかし、ダグラムに倒されたのは隊長機だけとも言える優秀な部隊だった。

### ダグラム
基本設定
デロイアのゲリラグループが極秘裏に開発した、史上初めてXネブラの電磁波の影響に対応したCBアーマー。生残性を高めるためジェネレーターを2基搭載、反応速度、走行速度も従来型に比べ破格なものであり、跳躍能力も15から20メートルに達するとされている。連邦軍実戦評価では、ダグラム1機の戦力はラウンドフェイサーの5機から6機分に相当するという。
対リニアガン装甲を備え、防御力も強い。また、整備性やユニット単位まで可能な分解・組み立ての容易さはラウンドフェイサー以上で、総合的に実戦向き、あるいはゲリラ戦向きの機体と言える。防水シールドを完備し水中戦闘や、T10B/C用ハンググライダーを使用した滑空飛行ができる。殴る、蹴るといった打撃技のほか、柔道の「一本背負い」「内股」を使ったこともあるなど、武器を使わぬ徒手空拳での格闘も操縦士次第で可能。
欠点は双発である分エネルギー消費が大きく、従来のCBアーマーに比べて連続稼働時間が短いことと、他の二脚型CBアーマーと同様に接地圧が高いため、砂地など軟弱地盤での歩行安定性に問題がある。劇中では、ハックルがクリンに「操縦が若干難しく乗り手を選ぶ」と説明する台詞がある。
設計図は紙媒体でのみ存在しており、開発工場が連邦軍に襲撃された際に機密保持のため急遽焼却処分され、完成していた1号機も接収されている。また、ボナール市の工場で量産が計画されていたが、これも連邦軍に発見され挫折を余儀なくされる。この時、同地で同様に計画されていたダグラムの火力・装甲強化プランも破棄されている。同地で開発されていたターボザックはJ・ロック隊によって運び出され、難を逃れる。
デロイア星独立勢力の象徴たる本機であるが、精密パーツの70％は地球製である。これに肉付けする『デュアルマガジン』（丸善）連載「ダグラムメカニズムワールド」での後付設定として、開発にはアイアンフット社がリスクを承知で携わり、ダグラムの稼動データを参考にヘイスティが開発された、というものがある。なお、本来の量産機は番組終了後、設定上「DM（ダム）」と名付けられ、大河原邦男がイラストを描きおろした。戦後、デロイア政府軍の機体として再開発されたという設定も付加されている。
機体デザインは大河原邦男だが、前腕部に固定されるリニアガンのみ他所でデザインされていた。機体色はダークブルーとシルバー。

劇中での描写
前述の様に唯一完成した1号機が連邦軍に接収されたが、独立派ゲリラに身を投じた少年クリン・カシムにより奪回され、以後彼をメインパイロットとして運用された。
設計当初から対CBアーマー戦用に特化しているため、卓越した機動力と驚異的な火力および装甲により、連邦軍のCBアーマーを圧倒し続ける。防御力も高く、ミサイルやロケット弾はもとより、主装甲はリニアガンやマグランチャーの連続直撃にも充分に耐える。アームリニアガンもその特化を象徴するもので、火器と手を別個にした結果、手持ち式のハンドリニアガンよりも射撃戦と格闘戦への移行に素早く対処できることも強みとなる。
序盤はリニアガンの連射はできず、燃料消費量の多さも課題だったが、第23話でJ・ロックが提供したターボザック（ダグラムと同じく、当時ボナール市で開発されていた試作品。同じく製造中止）によって強化され、更にクリンの操縦技術向上もあってダグラムは単機で複数のCBアーマーと互角以上に渡り合っていくほどとなる。
本機の最大の特性であるXネブラ対応シールドは地上戦のみならず、水中戦や寒冷地戦などにも応用され、それ故に全天候環境対応型と言っても過言ではない万能機としてデロイア動乱終結まで活躍することとなる。
ゲリラ用のため長期の野戦に耐えるようメインテナンス性は大変良好に設計されているが、適切な整備を行える専門家は必要である。このため劇中、整備兵ハックルがメンバーに加わるまでは整備が劣悪な状態で使われ続けており、故障・稼働不能寸前の状態にあった。
デロイア独立戦争序盤から常に最前線で酷使されたにもかかわらず、分解整備の描写はドガ市制圧直後に一度行われたのみで、左右の腕を一度ずつ破壊された時以外は故障知らず（ハックルは整備中「酷使している」とぼやくこともあるが）でフル稼働を続ける。
最終回、引渡しを拒否したクリンが主要部分を爆破・破壊し擱座、永き眠りにつく。

#### ターボザックとヤクトタイプ（ヤクト ダグラム）
戦闘行動時間の短いダグラムの欠点を補うため、外付け動力「ターボザック」が別の工場で開発されている。これはJ・ロック隊により専用トレーラーと共に、スパ市に到着した太陽の牙に届けられ、ダグラムの背面に装着される。これにより燃料搭載量が増加して作戦行動可能な時間も伸び、またアームリニアガンの連続発射や、更に左側面に装備された大型砲「リニアカノン」の使用も可能となり、戦闘力が飛躍的に向上した。これはリニアガンの5倍から6倍の威力がありバラフ軍刑務所の正門を一撃で貫通している。また、熱波弾だけでなく実体弾として炸裂弾等も発射できる。唯一のデメリットは出力増と航続時間延長に特化し増加推進機などの重量がアップに対してのフォロがなく跳躍力が低下することで、崖の上の敵を相手に苦戦する場面もある。
さらにドガ市攻略戦後、「クリンへのプレゼント」と称して、チコがどこからか拾ってきた9連装ミサイルポッドを増設し、対CBアーマー戦能力が一層強化される。プラモデルでは「ヤクト（Jagd＝ドイツ語で「狩猟」転じて「駆逐」を意味する）タイプ」と名付けられているが、劇中では一度もそうは呼ばれていない。なお、第1話および最終話に使われた「朽ち果てたダグラム」の静止画では、マルチディスチャージャーがミサイルポッド側に装備されたままだが、プラモデル化の際無理があることが判明し、マルチディスチャージャーと交換する仕様に変更された。マルチディスチャージャーからは通常はスモーク弾を発射し、ダグラムガム付属のプラモデルの説明書でも、当該部品は「スモーク弾筒」と記述されていた。ただし、第1話のみ小型のロケット弾を発射している。これはソルティックH8に命中したが、眼つぶし以上の効果はない。
この他にもリニアカノンを連装化した対空戦闘型。陸上行動強化型。水中行動強化型。などのバリエーションが計画されている。劇中でキャノンを取り外し、ラウンドフェイサー同様ハンググライダーも使用している。『コミックボンボン』版では、リニアカノンを取り外したターボザックで水中移動も行っている。
『Get truth 太陽の牙ダグラム』では、左腕にもアームリニアガン、ターボザック右側にもリニアカノンを付け、メイン火器を両サイドに装備した姿も描写された。

#### その他の映像描写
VHDの特典映像『火星の戦士ダグラム』では、ターボザックからロケット噴射して宇宙へ飛び出すシーンまで披露している。
ターボザックは同時期放映の『戦闘メカ ザブングル』で、人間サイズの背負い式通信器としても登場しているが、人が背負うにはやや大き過ぎて、アンバランスである。

### アビテートT10B “ブロックヘッド”
基本設定
アビテート社初の二足型CBアーマー。外見は同型の能力評価試験機T10Aを経て誕生した。ダグラムの活動開始後、就役が始まったばかりの新型機。
愚鈍そうな外見のせいか、「間抜け」「でくの棒」を意味する通称が付けられている。連邦初の対リニアガン装甲を施した重防御を誇るが、高出力により、事前の予想に反し機動性も高い機体に仕上がっている。キャノピーの下の「鼻」にあたる部分に30ミリ連装機関砲塔が付いており、操縦士と砲手がタンデム式に搭乗する複座形。腕部のアーマーライフルは小型のリニアガンであり、ダグラムやラウンドフェイサーのチェーンガンより強力である。『コミックボンボン』版では重CBアーマーとも呼ばれる。駆動系は他社にさきがけて従来のアクチュエータに加えマッスルシリンダーが採用されている。
デザートガンナーと並び劇中の台詞で型番込みの名前が読まれた数少ない機種。『デュアルマガジン』（丸善）の読者人気投票で第1位になったコンバットアーマーでもある。
アビテート社における社内番号はA-C20とされるが、別資料でT10AはA-C201とされており、本機の社内番号は正しくはA-C202であった可能性が高い。

劇中での描写
第23話「狙われたゲリラ会議」で初登場。劇中では市街地や刑務所など対人警備に使われている。新たにターボザックを装備したダグラムのリニアカノンに撃破された最初の機体でもある。また、「口」の部分は強力なサーチライトとして描写されている。
第二世代CBアーマーの中ではかなり後期に製造されたらしく、バラフ軍刑務所で本機を見たJ・ロックが「あの最新型がここにまで配備されたのか」と驚いている。
T10Cの参戦以降は登場しないが、解放軍が北極ポート手前で戦闘停止していた頃、地球から派遣された連邦軍の増援部隊の中に本機が確認されている。
「チョロQダグラム」では、連邦軍側の主役機となった。『Get truth 太陽の牙ダグラム』では、連邦軍兵士のトラビスとアイラが操縦する本機がクリンのダグラムに敗れたが、その戦闘でトラビスは右脚を失い、アウラは右目失明によって兵士として活躍できなくなり、以降2人はダグラムとクリンを復讐対象として付け狙っていく。

#### アビテートT10C “ブロックヘッド”Xネブラ対応型
基本設定
T10Bの改良型。連邦軍初のXネブラ対応型CBアーマーで、ジェネレータ出力が向上しており、最大速度は51km/hに向上している。マッスルシリンダーを重点に、その改良点は38ポイントにのぼる。ただし出力が向上した分、連続稼働時間が190分に短縮された。外形や武装はT10Bと変わらないが、機体色が砂漠の多いデロイアの環境に合わせて、B型のワイン・シルバー系からオリーヴグリーン・サンド系へと変更された。タカラ製プラモデルの解説によると、Xネブラへの対応手段はダグラム式と異なるとされている。
アビテート社における社内番号はA-C20とされるが、T10B同様正しくはA-C203であった可能性が高い。

劇中での描写
本機の性能はターボザックを装備していない状態のダグラムに迫り、ハックルに「これまでダグラムと戦ったCBアーマーとは全てが違う」と言わしめている。チコのビッグEガンでも、ラウンドフェイサー以上の距離に近づかなければ装甲も破れないほど。
初戦でダグラムの左腕を破壊、しばらくそのままの戦闘を強いる戦果を挙げている。特に第39話から第41話までのハンク曹長とアーロン軍曹搭乗機が、戦友の仇であるダグラムを抹殺するため、軍の指揮下を離れて復讐鬼となってアンディ鉱山にまで乗りこんできて、クリンやゲリラ達を震え上がらせている。
中盤以降はラウンドフェイサーよりも登場場面が多くなり、主力機の座を半ば奪い取っている。第55話「戦略台地を奪取せよ」からはデロイア人民解放軍側にも姿が見られるようになる。

### ソルティックH102 “ブッシュマン”
基本設定
山岳戦用軽量型CBアーマー。運動性が高くXネブラの影響も小さいのが長所だが、それと引き替えに装甲や武装が犠牲になっている。外見もラウンドフェイサーを華奢にしたようなデザインである。
ジェネレータの供給エネルギーを節約するため、携帯兵装はマグランチャーである。他に、頭部と一体化した6連装ロケット弾ポッドと、格闘戦用として両手の甲についているメリケンサック状のアーマーが装備されているが、いずれも劇中未使用。ラウンドフェイサー同様水中に入ることはできない。横方向の視界が制限されるため、頭部のロケット弾ポッドを嫌うパイロットもいた。機体色はココアブラウンとホワイト。

劇中での描写
第27話「戦場に来たデイジー」で初登場、ザルツェフ少佐により「足場の悪い山岳地戦用軽量タイプ」と説明されている。身軽な動作を特徴とし、以後ザルツェフ少佐の部隊が好んで使用するが、ダグラム相手では火力も装甲も不十分で、短期の登場に終わる。重装甲ながら機動力で大きく上回るXネブラ対応型のブロックヘッドが登場したことも一因である。
2機が投入された初陣では、ターボザック装着により跳躍力の低下したダグラムを、崖下に誘い込んで上から攻撃する戦術で善戦するが、リニアカノンによって崖の一部が崩れそこから飛び乗られて戦況は逆転し、たちまち撃破されてしまう。その後、ゲリラのパルミナ渡航を阻止する作戦では、ダグラム1機を包囲すべく数に物を言わせようとしたが、前方から進路を阻もうとした機体全てが瞬く間に撃破され、結局海に飛び込まれ逃げ切られてしまう。本機もまたメーカー名の「ソルティック」と呼ばれることが多く、クリンも劇中でソルティックと呼んでいる。

### ソルティックH404S “マッケレル”
基本設定
強襲揚陸を目的とする水陸両用CBアーマー。名前は魚のサバの英名から。配備はH8ラウンドフェイサーよりも後になったが、開発はH8よりも先におこなわれ、H8は本機とAG9ニコラエフの実働データを活用して完成した経緯を持つ。
ラウンドフェイサーの弱点である防水シールドを備えた全領域型として開発されたが、途中で上陸作戦用に仕様変更されている。旧型の潜水服のようなデザインで、水中用の武装は腹部のミサイルポッドのみ。また、手が脚部のくるぶしにまで届くほど腕が長く手が大きいため、リニアガンやマグランチャーなどの手持ち武器は装備できず、火力的には貧弱で対CBアーマー戦には向かない。
背部のハイドロジェットエンジンは、水中で目的地へ長距離移動する際に使用、到着後はそのまま排除することもできるが、そうなると往路同様の水中移動は不可能になる為、帰投にはマベリックで空輸するなど別の移動手段が必要になる。CBアーマーは元来汎用性がセールスポイントだが、それらの問題により本機の投入環境や戦術は限定的なものとなり、生産数も少なかった。機体色はローズマダー。
ソルティック社における社内番号はSV-J216。

劇中での描写
解放軍に占領されたドガ市の奪還のため投入される。水中ではリニア火器が使えないこともあり、ダグラム相手でも互角に渡り合うだけの能力がある。しかし陸上では火力不足は致命的で、通常型CBアーマーの敵ではなかった。

### 作中に登場しない第二世代機
DM（ダム）
劇中で言及されたが実現されなかったダグラムの量産型である。ビジュアルデザインは「大河原オリジナルメカシリーズ」でイラストレートされた。機体愛称は「DM」と書いて「ダム」と読む。
本機は本来、ダグラムの設計図、ないし実機データを用いてボナール市で生産される予定であった。しかしカーディナルにおける設計図焼却と連邦軍によるボナール市制圧により戦中は実施されなかった。
デロイア独立戦争終結後、「DM」はほぼ同仕様で再設計され、SC154年、デロイア人民政府治安軍の制式コンバットアーマーとなる。おもに守備隊用として配備されているという。
戦中、本機についてデロイア独立グループは、設計図、もしくはダグラム実機のボナール入りによる機体データ入手が成り次第「ただちに量産に入りたい」意向であった。このため、基本設計はオリジナルのダグラムとほぼ変わらず、変更点は外部装甲や付属武装等に集中している。
各部装甲はダグラムよりもシンプルで直線的なデザインとなっている。各部のフックも廃止されている。
ダグラムは主兵装のアームリニアガンと威力のより大きい背部ターボザックにリニアカノンという2種類のリニア砲を併備していたが、本機ではソルティックH8RFコーチマSPと同様ターボザックからエネルギーを直接供給することでアームリニアガンそのものの威力を向上させている。これにより1種の武装で攻撃力をまかなうようになっている。また、頭部マルチディスチャージャーは無可動の装甲一体型となった。カラーリングはT10Cブロックヘッドにやや似た濃淡2色の褐色である。

ソルティックH102B “ブッシュマンB型”
基本設定
「大河原オリジナルメカシリーズ」でイラストレートされた機体。装甲の再設計によりさらなる軽量化と生存性向上をはかったブッシュマン。基本設計は変わらぬため、H102のオーバーホール時に部品を交換するだけでB型にアップグレードできた。実戦参加記録は無いが、ビッグフットの配備前の一時期山岳CBアーマー隊に配備された。

ソルティックH102XL “ブッシュマンII”
基本設定
「大河原オリジナルメカシリーズ」でイラストレートされた機体。軽量CBアーマーの新技術テストベッドとしてエクステリア、内部構造、共に再設計された機体。原型のH102が軽量ゆえに設計の改良余裕が乏しいため、本機は製造コストが大変高いだけの代物になってしまった。テストにしか使われず、実戦配備はされていない。

## 第三世代

### ソルティックHT128 “ビッグフット”
基本設定
複座型の寒冷地用2足型CBアーマー。ラウンドフェイサーの後継機として「重装型コンバットアーマー」をコンセプトに開発されたが、当初はラウンドフェイサーを単に重装化しただけという感が否めず、その開発途上における関係者の評価は高いとはいえなかった。また、アビテート社のT10B/Cブロックヘッドでも問題となった複座方式はパイロットの慣熟に時間を多く要する点でやはりマイナス点とみられていた。さらに、先に完成していたアイアンフット社のF4Xヘイスティが連邦と解放軍の両陣営でめざましい活躍を見せたことは、二足歩行型CBアーマー開発のパイオニアを自負するソルティック社開発陣のプライドを著しく傷つけ、開発は一時中断となってしまう。しかし、マッケレルの防水シールド技術を防寒（過冷却による機能低下防止）に応用することで寒冷地用に仕様変更された。このような方便で本機が兎にも角にも日の目を見ることができた背景には、ソルティック社の属するメドール州の発言力の大きさがあるといわれている。
完成した機体は、カタログスペックではT10Cにも勝っていた。ロールアウトした生産型は全てデロイアに運ばれ、その数は78機となっている。名前の由来はアメリカの雪男で、実際に氷雪上での安定性向上のために足底には洗濯板状の滑り止めが施されている。デザイン的にはブロックヘッドの風防部分がラウンドフェイサーのように大きくドーム状になったように見える。機体色はブルーグレー。
ソルティック社における社内番号はSV-J322。

劇中での描写
ラドルフ少佐の部隊がカルナック山脈で使用する。しかし連邦軍の敗北続きという戦況によって全軍の士気が著しく低下して逃げ腰になっている状況だったため、ダグラムはおろか歩兵の火器にすら次々に撃破されるばかりだった。北極ポートの手前で、不意の戦闘停止によって解放軍が混乱した時にようやく本領を発揮し、解放軍にダメージを与える。
カルナック山脈や北極ポートでの戦いに参戦した機体は、そのままでは防寒が不充分なため、雪中迷彩も兼ねて「服（防寒シールド）」を着用して実戦参加している。
『Get truth 太陽の牙ダグラム』では、ダグラムとの戦闘で負傷し、クリンに復讐心を抱くトラビスとアウラの男女の連邦軍兵士コンビが操縦する左腕に大型高周波ブレードを装備した機体が、整備中で戦闘もままならないダグラムに襲いかかって苦しめるが、敗れ去る。

### アイアンフットF4X “ヘイスティ”
基本設定
ラウンドフェイサーに代わる次期主力機を目指して開発された、Xネブラ対応型の高性能CBアーマー。ダグラムのデータをベースに開発されたとも言われ、カラーリングもダグラムに似たダークブルー中心の彩色となっているが、劇中では特に触れられてはいないこともあり真偽は不明。頭部が無く右胸部にトーチカ型のコクピットがあり、重心の低い左右非対称のデザインである。その型番も、二足歩行型ながらアビテート社のガンナータイプと同じく戦車型を意味する「F」ナンバー。
大型の新型アームリニアガンに合わせる形で機体が設計され、上半身が大きく安定性が悪いため、脚を太短くして重心を下げたといわれる。
コクピットが右胸部にあるのに対し大型ミサイルポッドは左肩上部に搭載されているため、これが被弾誘爆しても、劇中でラウンドフェイサーが陥ったようなコクピット大破の危険性は減少している。反面、乗員からの直接視界が狭いため、センサーで補っている。また、関節駆動系を全てマッスルシリンダーにしたのも特徴の一つである。上半身のボリュームが大きい外見のため大型の機体に見えるが、他の二足歩行型CBアーマーに比べ全高は4分の3程度の小型の機体で、機体幅はブロックヘッドより狭い。特異な形状のためマベリックでの空輸は不可能で、多脚型CBアーマー同様にボーンフィッシュが用いられる。また、「ヘイスティ（せっかち）」の名の通り、重厚な見かけによらず素早い横移動ができる。
本機は呼称設定が不安定な存在である。書籍、雑誌といった関連メディアやプラモデル商品のパッケージ等に掲載された設定では「アイアンフット」がメーカー名、「ヘイスティ」が機種の愛称となっている。しかし、劇中の脚本では「今後はこのアイアンフットタイプが主流になっていきます」といったセリフに代表されるように、終始一貫「アイアンフット」が機種名として登場人物たちに呼ばれ続け、「ヘイスティ」という名は結局最後まで作中には登場しない。さらに厳密には、「アイアンフット」（Iron foot：鉄の足）という名も第61話で連邦軍兵士から呼ばれるまでは脚本上では語尾が異なり、「アイアンフッド」（Iron hood：鉄なるもの、鉄のごときもの）という音で発音されていた。

劇中での描写
デロイア人脱走兵とそれをかばう太陽の牙に対する追撃に2機が初めて投入される。その機動力と重装甲を存分に発揮、2対1の後退戦とはいえダグラムをもってしても腕や脚を破壊して行動不能にするのがやっとであり、交戦したクリンは本機の大型アームリニアガンに「今までのリニアガンと性能が違う！」と驚愕している。格闘戦においても単純な力比べではダグラムに勝っており、ダグラムは手四つの態勢からの押し比べで膝をつかされるほどであった。その直後、第8軍ウルナ基地の司令官の横暴に怒ったデロイア人兵士による反乱が勃発、続いて多くの基地で同様の事件が発生し、配備開始直後という時期も重なって、本機のほとんどが解放軍側に奪われ、その主力CBアーマーとなる。
複数の機体による重火器攻撃を主眼に開発された機体であるが、1機でラウンドフェイサー2機を両脇にヘッドロックの状態で抱え込んで動きを封じるなど、機体そのもののパワーも相当高い。
ただし、解放軍で使用されるようになってからは、デロイア人系パイロットの錬度不足もあってか砲撃やラウンドフェイサー、ブロックヘッド等に容易に撃破される描写も多く見られ、必ずしも高性能を発揮できていない部分もある。
スタンレー高原攻防戦ではダグラムが修理中だったため、クリンも使用している。しかし、「慣れない機種の操縦は相当難しいぞ」というザルツェフの指摘の通り、それなりの戦果は挙げたものの結局撃破され、クリン自身は脱出している。
なお、劇中では「アイアンフット」をメーカー名ではなく機体名として語る台詞があり、以降もこの名で呼ばれている。『Get truth 太陽の牙ダグラム』では、デロイア人民解放軍の本機が、TVでのダグラムと同様にハンググライダーを装着して飛翔するシーンがある他、アームリニアガンを小型のタイプに換装し、10連装の長距離ミサイルを装備させたF4XD型と呼ばれるバリエーション機を政府軍が運用している。

### アビテートF35C “ブリザードガンナー”
基本設定
第三世代に相当する機種だが、寒冷地の雪上や氷上での戦闘に特化するため、敢えて古い形式の多脚型で設計された高性能CBアーマー。デザートガンナーの発展型ともいえるマルチ可動四脚式。極限まで小型軽量化がはかられ、CBアーマー史上最小の地上高である。これは雪原での潜伏戦術を想定したためで、砲塔を廃したことで機体の最低地上高を低く抑えることに成功しただけではなく、従来のガンナーシリーズではネックだった安定感の無さも重心を低く、広くした事で克服している。砲塔がないため砲身が左右に振れない点については、機体自体の向きを変えることで対応する為、射角を変えることによる各種射撃にも対応できる。機体上面の雪を溶かす融雪機能を持つ。第1世代のガンナータイプ3機種が戦車に似通っているのに対し、本機は突撃砲に類似するデザインとなっている。機体色はブルーグリーン。
アビテート社における社内番号はA-127とされ、これまでの法則からいけばA-C127辺りが妥当であるが、第三世代CBアーマーの頃には省略された可能性も考えられる。

劇中での描写
第67話でカルナック山脈での解放軍迎撃に投入され、機体の低さを活かして待ち伏せ攻撃を行う。不意討ちでヘイスティを撃破するなどの戦果を挙げるが、ダグラム相手では雪中という地の利を得ても、完全な優位に持ち込むまでには至らず、一進一退の格闘を繰り広げるも結局撃破される。
『Get truth 太陽の牙ダグラム』では、太陽の牙に奪取された機体が、ロッキー・アンドルの操縦で使用され、ダグラムと共にデロイア人民解放軍のCB隊の一角となって、ダグラムをサポートする活躍を見せている。カラーは当初はアニメ同様ブルーグリーンだったが、後にT10Cブロックヘッドに近いブラウンとなり、脚部形状もオリジナルとは若干異なり、機体下部に7連装ミサイルポッドを二基追加している。

### 作中に登場しない第三世代機
アビテートT12A“ロッグヘッド”
基本設定
『デュアルマガジン』が出典。後方支援用に開発された機体で、当初はT10E“ブロックヘッドFS（ファイヤーサポート）”として承認されたようだが、根本的な設計変更があったため型式番号と名称が変更された。頭部上方に大型10連装ミサイルランチャー、右手にリニアキャノンを装備しており、アイアンフット社のヘイスティに類似しているが偶然コンセプトが一致したためとされる（このため第三世代に分類した）。

ソルティックHT128C “ビッグフットC型”
基本設定
「大河原オリジナルメカシリーズ」でイラストレートされた機体。デロイア独立戦争後に再設計されたHT128の改良型。総合的に性能が向上しているが基本設計は変更されていないため、従来の工場生産ラインを改修するだけで量産が実施できた。

## その他
ダグラムのスポンサーだったタカラ（現タカラトミー）と提携関係にあったアメリカのレベル社がプラモデルを海外で『ROBOTECH DEFENDERS』として展開、DCコミックスからアメコミ版も1984年に2冊発行された。このシリーズはオリジナルのダグラムとは設定が大きく異なり、後のマクロス・サザンクロス・モスピーダの海外版である『ロボテック』ともストーリー上無関係である。
劇中、CBアーマーは単に「Robot」と呼ばれ、ニコラエフとコーチマSpl.を除く2脚型CBアーマーが、凶悪な宇宙人に侵攻された銀河の惑星に各1機ずつ隠されており、侵略された地球人および異星人たちが反撃のため復活させる。全機が足の裏からジェット噴射して飛行可能で、宇宙空間にまで飛び出して戦うというスーパーロボットぶりを見せる。劇中、各機の名前は呼ばれていないが、プラモデルでは隠されていた惑星の名が付けられていた。他にもクラブガンナーやテキーラガンナー、輸送ヘリのマベリックが敵役で登場している。
アメリカのロボット戦闘ボードゲームである『バトルテック』では、展開初期に人型兵器メックの外観デザインとして、コンバットアーマー各種と『超時空要塞マクロス』のバトロイド、デストロイド、劇場版『クラッシャージョウ』のハンターメカを、日本側に無断で盗用していた。ただし名称は全て変更され、アメリカ人によって書き直されたデザイン画も稚拙で、元のイメージと大きく異なっていた。なお、デザインが使われたコンバットアーマーは、Shadow Hawk（ダグラム）、Griffin（ソルティック）、Wolverine（ブロックヘッド）、BattleMaster（ビッグフット）、Goliath（クラブガンナー）、Scorpion（ブリザードガンナー）等と、名を変えられている。
これらは後に訴訟を起こされることになり、新版ではオリジナルのデザインと置き換わった。
なお、グループSNEが翻訳し、1992年に富士見書房が出版した日本語版では、バトロイドをデザインした河森正治が日本語版オリジナルのデザインを行っている。これらのメカデザインは元祖のデザインとは大きく変更されており、またアメリカ版のものとは比較にならないほど高品質である。
その後、オンラインゲームMechWarrior Online用にリファインされたデザインは、元のコンバットアーマーの特徴を残しながらも別物になっている。
また本作終了の後に始まった旧トミー（現タカラトミー）のゾイドシリーズでは、共和国側の恐竜や動物をモチーフにした機体の頭部が、キャノピー式コクピットというダグラムに類似したデザインになっている。